# HD39065
HD39065 — хімічно пекулярна зоря спектрального класу A2, що має видиму зоряну величину в смузі V приблизно  7,8.
Вона  розташована на відстані близько 621,3 світлових років від Сонця.